# 齊藤悠葵
齊藤 悠葵（さいとう ゆうき、1987年6月20日 - ）は、福井県吉田郡永平寺町出身の元プロ野球選手（投手）。

## 経歴

### プロ入り前
志比少年野球クラブで野球を始め、福井リトルシニアを経て、福井商業高校に進学。
1年の時には、夏の甲子園には11番を背負い出場。自身は出場しなかったが、福井商は後にチームメイトとなる小窪哲也ら擁するPL学園に2回戦で対戦し、勝利を収めている。続く3回戦の岩国戦ではビハインドながら、5回からリリーフ登板し、自責点1という成績を残したが敗戦。
その後は左肘の痛みなどもあり、エース・林啓介の控えだった。
3年では春の選抜、夏の甲子園にも出場。甲子園には3度（春1回、夏2回）出場。自身は計6試合に登板し、プロ注目の右腕と左腕が同じチームにいたため、「右の林」・「左の齊藤」の「ツインタワー」と呼ばれていた。打者としては高校通算34本塁打を記録。
2005年オフ、広島東洋カープに高校生ドラフト3巡目で指名を受け入団。ストレートは130km/h台も抜群の制球力を誇り、高校通算34本塁打・50m走6.3秒と打撃や走塁にも非凡な才能を秘めていた。ドラフト指名の際の会見で、入団後の目標に「パワプロに出たいです」と述べた。後に高卒1年目ながら『実況パワフルプロ野球13決定版』で実現した。

### プロ入り後
2006年、ウエスタン・リーグで防御率2点台という安定した投球を評価され、高卒ルーキーながら1軍昇格を果たす。10月1日の対読売ジャイアンツ22回戦で5回を被安打3・無四球無失点の好投で初勝利。これはドラフト制導入以降、球団初の高卒新人による初登板初先発初勝利で、史上4人目の「対巨人戦初登板初先発初勝利｣でもある。同年の高校野球で活躍し、「ハンカチ王子」の愛称で呼ばれていた斎藤佑樹と名前の読みが同じだったことから、マスコミには「赤いハンカチ王子」と名づけられ、ヒーローインタビューでは赤いタオルで汗を拭くパフォーマンスをしてみせた。初勝利を挙げた巨人戦はナイターだったが、くしくも同日の昼間に行われた「のじぎく兵庫国体」の高校野球・硬式（公開競技）の2回戦で早実の「サイトウユウキ」斎藤佑樹も福知山成美高校を相手に完封勝利を収めた。
2007年は新人王受賞の権利があり、前年の活躍から週刊ベースボール等では有力候補に挙げられていた。しかし春季キャンプが始まる頃にフォームを崩し、持ち味であった制球力を失った。シーズンに入っても調子は上がらず、最終的に全てウエスタン・リーグ最悪の12被本塁打、53与四球、9暴投、66失点、8敗（4勝、防御率6.11）といい所なく終わっている。一軍にも登板したが2試合で1敗防御率5.40という結果であった。
2008年は背番号が60から21に変更された。シーズン序盤こそ故障で出遅れるも、中盤からはウエスタン・リーグでの安定した投球が認められ、8月30日に一軍に合流した。5回無失点の好投で2年ぶりの勝ち星を挙げてからはローテーションの一角に食い込み、3勝を挙げた。9月19日の対中日ドラゴンズ戦の勝利後に、お立ち台で「単独三位キター！」と山本高広（織田裕二）の物真似を行った。これは高校の先輩である天谷宗一郎らに指示されたもので、広島市民球場での初勝利であったが、お立ち台で何をやるかということで頭が一杯だったという。
2009年、オープン戦から結果を残し、初めての開幕1軍入りを果たす。好投しても常に100球前後で交代する起用法のため、規定投球回数には到達しなかったが、先発として年間通じて安定した投球を披露。途中離脱することなく先発ローテーションを守り続け、負け数先行ながらも、2桁にあと1勝と迫る9勝11敗の好成績を挙げて、主力の一員となった。7月15日、マツダスタジアムで行われた対横浜ベイスターズ戦で佐伯貴弘に本盗を許した（捕手は會澤翼）。
2010年は期待されながらも序盤から打ち込まれる試合が続き、防御率は5点台、先発ローテ落ちを経験するなど不振だった。しかし後半からやや安定感を取り戻しプロ初完投も経験した。相手に打たれた本塁打性の打球を、8月4日の横浜戦で赤松真人に、さらに半月後の8月22日の横浜戦で天谷宗一郎に好捕してもらっている。
2011年は開幕前から背筋を痛めるなど故障が相次ぎ、一軍で登板する機会はなかった。
2012年には6試合に登板し2勝を挙げたものの、2013年・2014年は2年続けて一軍での登板がなかった。2014年10月2日に球団から戦力外通告を受け、現役を引退した。なお、2013年6月2日のウエスタン・リーグ公式戦において、プロ入り後唯一となる本塁打を記録している。

### プロ引退後
2015年3月1日に放送されたテレビ東京『モヤモヤさまぁ～ず2』にて、アンダーアーマー BASEBALL HOUSE 川崎久地店に勤務していることが放送された。現在は的場寛一から引き継いで店長に昇格。
2016年5月27日、第一子が誕生。
2020年3月2日からは株式会社Viibarの運営する動画配信者マネジメントプロダクション「ビーバー」の初代メンバーの一人として、ライブコミュニケーションアプリ「Pococha」で配信活動を行っている。

## 選手としての特徴・人物
直球の最速は146km/h。試合では常時140km/h前後の球速であり、球威よりキレで勝負するタイプ。助走を付けると149km/hを投げることも出来る。
プロ入り前から憧れている投手は山本昌。学生時代からずっとビデオでフォームなどの研究をしている。2008年の秋季キャンプからは、山本昌が投げるようなカーブ取得を目指している。
カープでは1つ年下の前田健太と仲が良い。

## 詳細情報

### 年度別投手成績
| 年 度     | 球 団     | 登 板 | 先 発 | 完 投 | 完 封 | 無 四 球 | 勝 利 | 敗 戦 | セ 丨 ブ | ホ 丨 ル ド | 勝 率 | 打 者 | 投 球 回 | 被 安 打 | 被 本 塁 打 | 与 四 球 | 敬 遠 | 与 死 球 | 奪 三 振 | 暴 投 | ボ 丨 ク | 失 点 | 自 責 点 | 防 御 率 | W H I P |
| --------- | --------- | ----- | ----- | ----- | ----- | -------- | ----- | ----- | -------- | ----------- | ----- | ----- | -------- | -------- | ----------- | -------- | ----- | -------- | -------- | ----- | -------- | ----- | -------- | -------- | ------- |
| 2006      | 広島      | 2     | 2     | 0     | 0     | 0        | 1     | 0     | 0        | 0           | 1.000 | 39    | 10.1     | 6        | 1           | 2        | 0     | 0        | 7        | 0     | 0        | 1     | 1        | 0.87     | 0.77    |
| 2007      | 広島      | 2     | 0     | 0     | 0     | 0        | 0     | 1     | 0        | 0           | .000  | 8     | 1.2      | 2        | 0           | 1        | 0     | 0        | 1        | 0     | 0        | 1     | 1        | 5.40     | 1.80    |
| 2008      | 広島      | 6     | 6     | 0     | 0     | 0        | 3     | 1     | 0        | 0           | .750  | 134   | 32.1     | 21       | 4           | 16       | 0     | 1        | 26       | 1     | 0        | 13    | 12       | 3.34     | 1.14    |
| 2009      | 広島      | 27    | 25    | 0     | 0     | 0        | 9     | 11    | 0        | 0           | .450  | 582   | 133.0    | 140      | 14          | 48       | 1     | 3        | 71       | 4     | 0        | 69    | 59       | 3.99     | 1.41    |
| 2010      | 広島      | 23    | 16    | 2     | 0     | 0        | 4     | 7     | 0        | 1           | .364  | 459   | 100.0    | 135      | 13          | 37       | 2     | 3        | 49       | 3     | 0        | 63    | 62       | 5.58     | 1.72    |
| 2012      | 広島      | 6     | 5     | 0     | 0     | 0        | 2     | 3     | 0        | 0           | .400  | 123   | 27.2     | 24       | 2           | 16       | 0     | 1        | 13       | 1     | 0        | 17    | 16       | 5.20     | 1.45    |
| 通算：6年 | 通算：6年 | 66    | 54    | 2     | 0     | 0        | 19    | 23    | 0        | 1           | .452  | 1345  | 305      | 328      | 34          | 120      | 3     | 8        | 167      | 9     | 0        | 164   | 151      | 4.46     | 1.47    |

### 年度別守備成績
| 年 度 | 球 団 | 投手  | 投手  | 投手  | 投手  | 投手  | 投手     |
| 年 度 | 球 団 | 試 合 | 刺 殺 | 補 殺 | 失 策 | 併 殺 | 守 備 率 |
| ----- | ----- | ----- | ----- | ----- | ----- | ----- | -------- |
| 2006  | 広島  | 2     | 0     | 0     | 0     | 0     | ----     |
| 2007  | 広島  | 2     | 0     | 1     | 0     | 0     | 1.000    |
| 2008  | 広島  | 6     | 0     | 3     | 0     | 0     | 1.000    |
| 2009  | 広島  | 27    | 3     | 36    | 3     | 1     | .929     |
| 2010  | 広島  | 23    | 5     | 25    | 0     | 0     | 1.000    |
| 2012  | 広島  | 6     | 0     | 6     | 1     | 0     | .857     |
| 通算  | 通算  | 66    | 8     | 71    | 4     | 1     | .952     |

### 記録
投手記録
- 初登板・初先発・初勝利：2006年10月1日、対読売ジャイアンツ22回戦（東京ドーム）、5回無失点
- 初奪三振：同上、1回裏に李承燁から空振り三振
- 初ホールド：2010年6月22日、対阪神タイガース8回戦（米子市民球場）、9回表に6番手で救援登板、2回1/3を無失点
- 初完投勝利：2010年8月22日、対横浜ベイスターズ20回戦（MAZDA Zoom-Zoom スタジアム広島）、9回1失点

打撃記録
- 初安打：2009年6月7日、対オリックス・バファローズ3回戦（MAZDA Zoom-Zoom スタジアム広島）、5回裏に平野佳寿から右前安打

### 背番号
- 60 （2006年 - 2007年）
- 21 （2008年 - 2013年）
- 36 （2014年）